# Anthophora edwardsii
Anthophora edwardsii är en biart som beskrevs av Cresson 1878. Anthophora edwardsii ingår i släktet pälsbin, och familjen långtungebin. Inga underarter finns listade i Catalogue of Life.